# Eckehart Peil
Eckehart Peil (* 10. Januar 1935 in Siegen) ist ein niedersächsischer Politiker (SPD) und Mitglied des Niedersächsischen Landtages in der achten und neunten Wahlperiode (21. Juni 1974 bis 20. Juni 1982).
Nach seinem Schulbesuch in Burgdorf und Celle legte Peil 1955 sein Abitur ab. Im Anschluss begann er sein Studium der Rechts- und Staatswissenschaften in Göttingen, Tübingen, San Antonio/Texas und Heidelberg. Im Jahr 1960 legte er seine erste juristische Staatsprüfung ab und promovierte 1964 an der juristischen Fakultät der Universität Göttingen. Seine zweite juristische Staatsprüfung folgte 1965. Zwischen 1965 und 1966 folgte eine Tätigkeit in einem Industriebetrieb in Köln. Von November 1966 bis Ende 1969 war er ferner im höheren Verwaltungsdienst des Landes Niedersachsen beschäftigt. Zwischen 1970 und Ende 1972 war er Referent des Niedersächsischen Städtetages. Seit Januar 1973 war er ständiger Stellvertreter und vom 1. Oktober 1980 bis zum 31. Januar 2000 Hauptgeschäftsführer des  Niedersächsischen Städtetages.

## Öffentliche Ämter
Von 1968 bis 1974 war er Mitglied des Kreistages des Landkreises Burgdorf. Von Juni 1974 bis Juni 1982 war er Ratsherr in Burgdorf und dort bis September 1980 Fraktionsvorsitzender der SPD-Ratsfraktion. Er war in der achten bis neunten Wahlperiode Mitglied des Niedersächsischen Landtages vom 21. Juni 1974 bis 20. Juni 1982.